# Bangoi-Kouni
 (mars 2015).
Si vous disposez d'ouvrages ou d'articles de référence ou si vous connaissez des sites web de qualité traitant du thème abordé ici, merci de compléter l'article en donnant les références utiles à sa vérifiabilité et en les liant à la section « Notes et références ».
Bangoi-Kouni est une ville du nord est de la Grande Comore (Ngazidja), située dans la préfecture de Mitsamiouli-Mboudé.
Avec 6059 habitants en 2002, elle est la deuxième ville la plus peuplée de la région derrière Mitsamiouli. Elle est sans doute la ville la plus touristique, la plus visitée du pays[réf. nécessaire], du fait de la présence de deux lieux très visités[réf. nécessaire], le Lac salé et le Chiounda. On estime à 3000 le nombre de touristes venant visiter ces sites chaque année[réf. nécessaire].

## Galerie

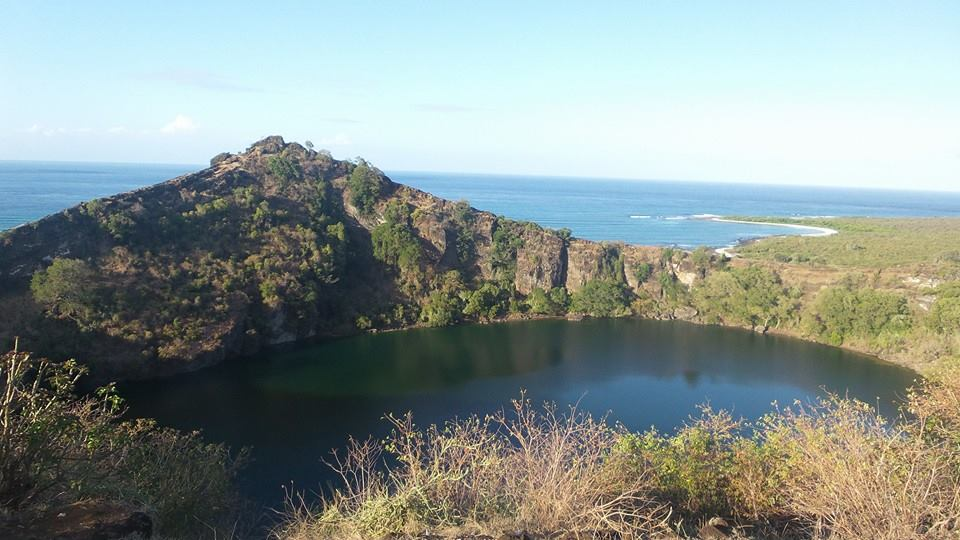
Lac salé
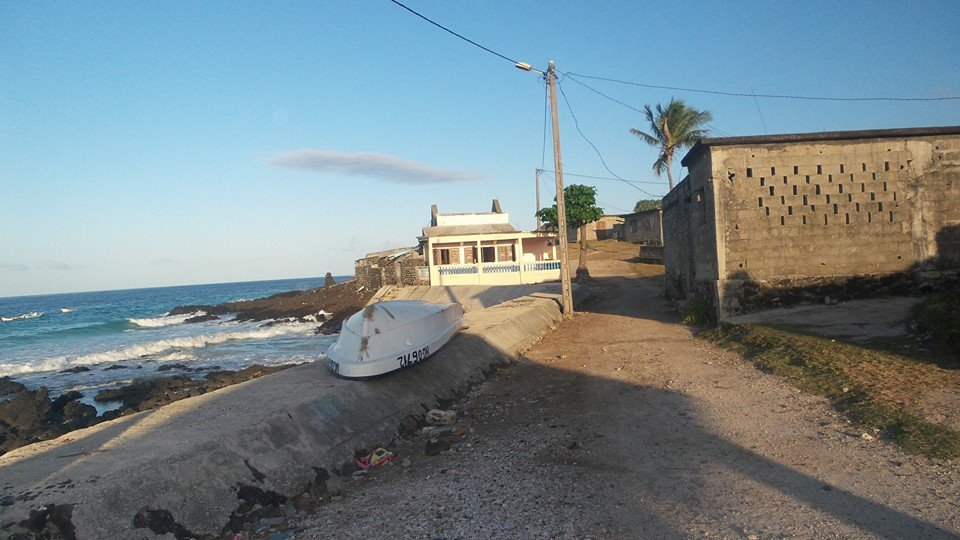
Digue
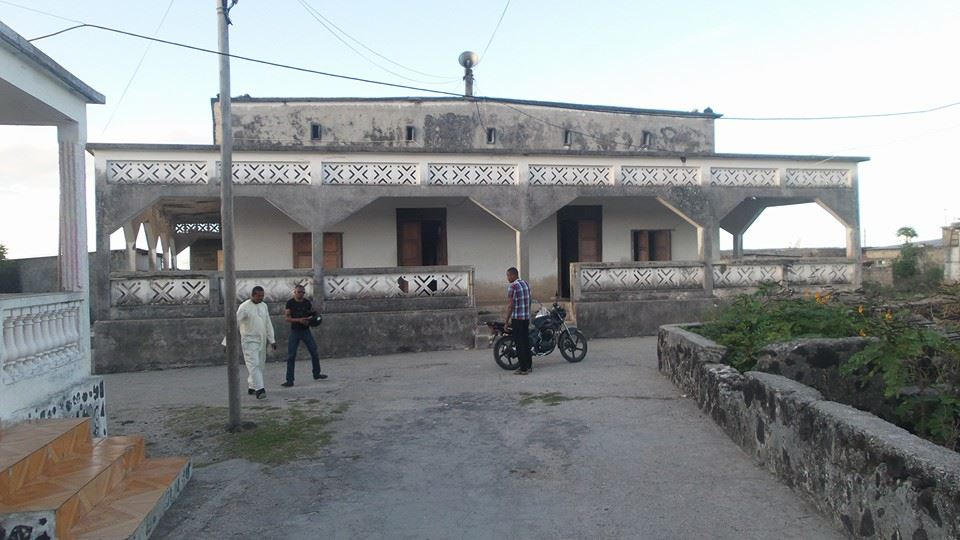
Mosquée
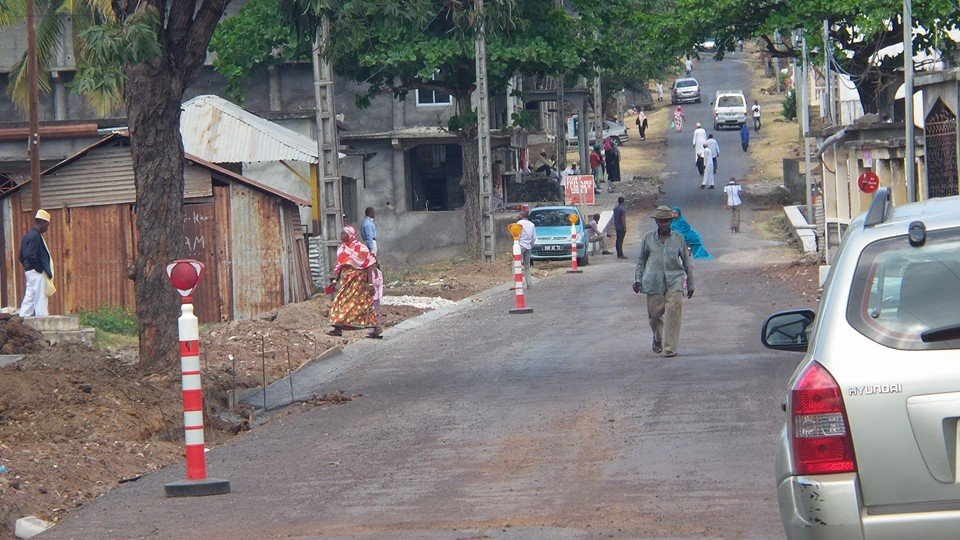
Rue
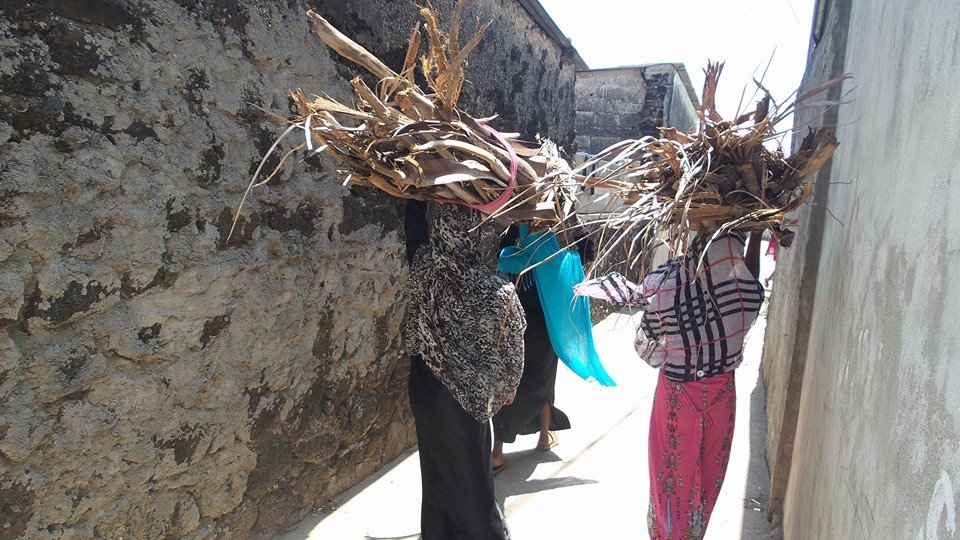
Jeunes filles transportant du bois